# Rally Rías Bajas de 1966
El Rally Rías Bajas de 1966, oficialmente 4.º Rally a las Rías Bajas, fue la cuarta edición y la novena cita de la temporada 1966 del Campeonato de España de Rally. Fue también puntuable para el campeonato de Conductores Luso Galáico, el campeonato Social de Conductores de la Escudería de Vigo, el Critérium del Conductor Completo del Clube Arte y Sport portugués y para el campeonato de Iniciados, también del mismo club portugués. Se celebró del 19 al 21 de agosto y contó con un itinerario de unos 520 km con salida y llegada en la ciudad de Vigo y seis pruebas complementarias. Se establecieron clasificaciones por categorías, grupos, clases, damas, participantes extranjeros, vehículos nacionales y clubs. Los vehículos participantes debían cumplir la normativa del Anexo J del Código Deportivo Internacional y divididos en cuatro categorías.

## Pruebas complementarias
| Prueba | Tipo                      | Distancia |
| ------ | ------------------------- | --------- |
| A      | Habilidad y velocidad     |           |
| B      | Subida a la Cañiza        | 5,7 km    |
| C      | Subida Alto de Fuentefría | 3 km      |
| D      | Tramo Alto de San Antonio | 9 km      |
| E      | Tramo Alto de Forcarey    | 12 km     |
| G      | Subida a Cotorredondo     | 5,2 km    |

## Clasificación final
| Pos. | Piloto               | Copiloto        | Automóvil            | Tiempo | Diferencia |
| ---- | -------------------- | --------------- | -------------------- | ------ | ---------- |
| 1.   | Francisco Romãozinho | António Morais  | Austin Mini Cooper S |        | 0.0        |
| 2.   | Estanislao Reverter  | José Estévez    | Ford Cortina         |        |            |
| 3.   | Alfredo César Torres | Pedro Costa     | Morris Cooper S      |        |            |
| 4.   | Paolo de Leonibus    | Alvise Visconti | Alfa Romeo Giulia    |        |            |
| 5.   | José M. Moreno       | Alberto Moreno  | Austin Mini Cooper   |        |            |
| 6.   | Bandera de ?         | Bandera de ?    |                      |        |            |
| 7.   | Bandera de ?         | Bandera de ?    |                      |        |            |
| 8.   | Bandera de ?         | Bandera de ?    |                      |        |            |
| 9.   | Bandera de ?         | Bandera de ?    |                      |        |            |
| 10.  | Bandera de ?         | Bandera de ?    |                      |        |            |